# Pietro Locatelli
Pietro Antonio Locatelli (sinh 03 tháng 9 năm 1695 tại Bergamo, mất ngày 30 tháng 3 năm 1764 tại Amsterdam) là nhà soạn nhạc, nghệ sĩ violin, nhà sư phạm người Ý.

## Cuộc đời và sự nghiệp
Pietro Locatelli là học trò Arcangelo Corelli. Locatelli định cư ở Armsterdam vào năm 1729. Ông đi lưu diễn ở nhiều quốc gia châu Âu.

## Phong cách âm nhạc
Pietro Locatelli là người hoàn thiện kỹ thuật chơi violin trong một số thủ pháp ông đã đi trước của Niccolò Paganini. Đồng thời, với các tác phẩm của mình, Locatelli đã đóng góp cho sự phát triển của hình thức sonata.

## Các sáng tác
Pietro Locatelli đã viết:
- 12 bản concerto grosso (1721)
- 12 bản fuga (1721)
- 12 bản sonata cho sáo và bè trầm
- Bộ tác phẩm Nghệ thuật chơi violin gồm 12 bản concerto và 24 bản capriccio cho tứ tấu đàn dây và bè trầm (1733)
- sáu bản concerto cho violin
- sáu bản tam tấu đàn dây
- 12 bản sonata cho violin độc tấu